# Centropus andamanensis
Cucal-das-andamão (Centropus andamanensis) é uma espécie de ave da família Cuculidae.
Pode ser encontrada nos seguintes países: Índia e Myanmar.
Os seus habitats naturais são: florestas subtropicais ou tropicais húmidas de baixa altitude e florestas de mangal tropicais ou subtropicais.